# 雅亜公
雅亜公（まあこう）は、日本の漫画家。男性。

## 経歴
師匠は司敬としげの秀一。それぞれ約2年、アシスタントを務めた。
1990年、描き下ろし長編『ドッキュン♥はーと』（フランス書院コミック文庫）でデビュー。以後、ラブコメを中心とした成人向け漫画を描き続ける。
唯一の趣味が、パチスロやパチンコを打つこと。コンビニに専門誌が置かれる以前に、みやび亜公名義で出版社に原稿を持ち込み、パチスロ漫画『アフター5プロフェショナル』等を連載した。
2009年現在、『別冊週漫スペシャル』（芳文社）で『シークレット・ラブ』を、『週刊漫画TIMES』（芳文社）で『ラブ30』を連載中。

## 代表作
- もっともっと恋する5秒前
- Sweet Pain
- 100万回キスしたい！
- シークレット・ラブ

## 作品リスト

### 一般誌
- アフター5プロフェショナル（全4巻　シュベール出版）
- チェリーエンジェル（シュベール出版）
- ゴールドラッシュ（全2巻　シュベール出版）①2001/12/22.発行

### 成年誌
- 無邪気なユーワク（シュベール出版）
- Mohすぐ恋する5秒前（シュベール出版）H10/04/25.発行
- ホントにあったHな話（シュベール出版）H10/05/25.発行
- 可愛い悪魔（シュベール出版）H10/09/24.発行
- 昨日みた夢（シュベール出版）H10/11/20.発行
- Sweet Pain（全3巻　シュベール出版）①1999/04/23.発行,③2001/08/26.発行
- 夏色物語（シュベール出版）
- 早熟な好奇心（シュベール出版）2000/04/24.発行
- E-girl（シュベール出版）2000/10/20.発行
- 和臣君だけなぜモテる?（シュベール出版）2001/01/04.発行
- 麗しのお姉様【女教師編】（シュベール出版）2001/02/26.発行
- ちょこっと♡らぶ（シュベール出版）
- 君とした愛（シュベール出版）
- 恋におちたら（シュベール出版）2002/10/24.発行
- Lu-na（真昼の月）（リイド社）H15/03/27.発行
- 今夜世界の片すみで（リイド社）H15/09/21.発行
- もっともっと恋する5秒前（全7巻　竹書房）2001/01/07.発行～
- 天使たちの部屋（竹書房）
- スイートスイートドリーム（竹書房）2002/08/27.発行
- 初恋物語（竹書房）2005/10/17.発行
- フォーシーズン（竹書房）
- 100万回キスしたい！（全3巻　竹書房）
- 妹の吐息（シーズ情報出版）
- 禁断の妹（シーズ情報出版）
- 少女の寝室（シーズ情報出版）
- シークレット・ラブ（全4巻　芳文社）2006/07/01.発行～
  - シークレット・ラブ 見知らぬ顔の妻（芳文社）2009/12/31.発行
  - シークレット・ラブ 風俗嬢の恋（芳文社）2010/10/31.発行
- love@×××…（全2巻　芳文社）②2006/03/31.発行
- ラビリンス（全3巻　芳文社）2007/12/31.発行～
- ナイトエンジェル（全2巻　芳文社）①2006/10/31、②2007/05/01.発行
- ラブ30（全5巻　芳文社）①2009/05/30.発行～
- 萌え萌え苺（メディアックス）
- FLASH BACK（茜新社）1993/9/30.発行
- 萌える！お兄ちゃん（大都社）2010/04/26.発行
- 終わらない過ち ～肌を重ねるヒミツの快感～（メンズ宣言 Vol.85- ）

他